# 情人与独裁者
《情人与独裁者》（英語：The Lovers and The Despot）是一部2016年的英国纪录片，由罗伯特·卡南（Robert Cannan）和罗斯·亚当（Ross Adam）编剧并执导。纪录片涉及1978年朝鲜金正日策划绑架南韓演员崔银姬和导演申相玉的事件。该片在2014年的谢菲尔德纪录片电影节上获得投资。

## 反响票房

### 影评
《情人与独裁者》获得了影评人们的积极评价。评论聚合媒体烂番茄网站基于64条评论给本片打出77%新鲜度的成绩，影评人平均打分为6.8分（满分10分）。 该网站的评论共识认为“《情人与独裁者》提供了一个奇怪的故事，虽然引人注目却并非那么全面，比电影史上任何一个虚构故事都要离奇”。 而在Metacritic网站，本片基于23个评论得到了65分（满分100分），属于“一般好评”。

### 票房
截止2017年4月13日，《情人与独裁者》在美国本土收获票房55,511美元。

## 奖项提名
| 奖项年份 | 奖项名称           | 奖项类别                 | 获奖人                | 获奖结果 |
| -------- | ------------------ | ------------------------ | --------------------- | -------- |
| 2016年   | 克利夫兰国际电影节 | 格雷戈·冈德纪念抵抗奖    | 罗斯·亚当 罗伯特·卡南 | 提名     |
| 2016年   | 爱丁堡国际电影节   | 最佳纪录片               | 罗斯·亚当 罗伯特·卡南 | 提名     |
| 2016年   | 国际纪录片协会奖   | 视频源奖                 | 罗斯·亚当 罗伯特·卡南 | 提名     |
| 2016年   | 斯德哥尔摩电影节   | 铜马奖最佳纪录片         | 罗斯·亚当 罗伯特·卡南 | 提名     |
| 2016年   | 圣丹斯电影节       | 评审团大奖最佳世界纪录片 | 罗斯·亚当 罗伯特·卡南 | 提名     |